# Tatjana Jewgenjewna Chmyrowa
Tatjana Jewgenjewna Chmyrowa (russisch Татьяна Евгеньевна Хмырова, wiss. Transliteration Tat'jana Evgen'evna Chmyrova ; * 6. Februar 1990 in Wolgograd) ist eine russische Handballspielerin.

## Leben
Chmyrowa spielte ab dem Jahr 2005 für den russischen Verein GK Dynamo Wolgograd. Hier erhielt die Rückraumspielerin im Alter von 16 Jahren erste Spielanteile in der EHF Champions League. In der Saison 2008/09, 2009/10, 2010/11, 2011/12 und 2012/13 gewann sie mit Dynamo die russische Meisterschaft. Auf europäischer Ebene holte sie sich in der Saison 2007/08 den EHF-Pokal. Ab dem Sommer 2013 lief Chmyrowa für den mazedonischen Erstligisten ŽRK Vardar SCBT auf, mit dem sie 2014, 2015, 2016, 2017 und 2018 die Meisterschaft sowie 2014, 2015, 2016, 2017 und 2018 den mazedonischen Pokal gewann. Im Sommer 2018 schloss sie sich dem ungarischen Verein Siófok KC an. Mit Siófok gewann sie 2019 den EHF-Pokal. Nachdem Chmyrowa in der Saison 2018/19 unter Knie- und Knöchelbeschwerden litt, legte sie eine Pause ein. Zur Saison 2020/21 unterschrieb sie einen Vertrag beim spanischen Erstligisten Balonmano Salud Tenerife. Nachdem der Verein aufgrund finanzieller Schwierigkeiten die Gehälter nicht mehr pünktlich bezahlen konnte, verließ sie Anfang des Jahres 2021 den Verein und unterstützte anschließend dem Trainerstab ihres ehemaligen Vereins ŽRK Vardar. Seit dem Saisonbeginn 2022/23 steht sie beim griechischen Verein O.F.N. Ionias unter Vertrag.
Chmyrowa gewann mit der russischen Auswahl die Jugend-Weltmeisterschaft 2008 und wurde zusätzlich zum MVP des Turniers gekürt. Mit 18 Jahren nahm Chmyrowa mit der russischen Frauen-Nationalmannschaft an der Handball-WM 2009 teil und gewann den Weltmeistertitel. Während des Turniers erhielt sie große Spielanteile und belegte am Turnierende mit 47 Treffern den 13. Platz in der Torschützenliste. Mit der russischen Juniorinnen-Nationalmannschaft wurde sie 2010 Vizeweltmeisterin. Außerdem wurde sie als beste rechte Rückraumspielerin ausgezeichnet. Im Sommer 2012 nahm sie an den Olympischen Spielen in London teil.